# ماساكو موري
ماساكو موري (باليابانية: 森昌子؛ بالكانا: もり まさこ) هي تارينتو ومغنية وممثلة يابانية، ولدت في 13 أكتوبر 1958 في أوتسونوميا في اليابان.

## وصلات خارجية
- ماساكو موري على موقع IMDb (الإنجليزية)
- ماساكو موري على موقع ميوزك برينز (الإنجليزية)
- ماساكو موري على موقع أول ميوزيك (الإنجليزية)
- ماساكو موري على موقع ديسكوغز (الإنجليزية)